# Оборона Кинешмы
Оборона Кинешмы — событие Смутного времени, в ходе которого кинешемское ополчение во главе с воеводой Фёдором Боборыкиным противостояло сторонникам Лжедмитрия II и иностранным интервентам, возглавляемым Александром Лисовским и Самуилом Тышкевичем.

## Предыстория
Будучи вотчиной князей Шуйских, пожалованной Ивану Шуйскому за героическую оборону Пскова от войск Стефана Батория, Кинешма сохраняла верность царю Василию Шуйскому.
В начале 1609 года кинешемское ополчение во главе с Фёдором Боборыкиным принимало участие в освобождении городов Луха и Шуи и в разгроме отряда тушинцев под селом Дунилово во главе с изменившим царю суздальским воеводой Фёдором Плещеевым. Затем кинешемцы были намерены идти на помощь воеводе Давыду Жеребцову в Кострому, осаждавшему в Ипатьевском монастыре сторонников самозванца. Однако к Кинешме направился двухтысячный отряд, возглавляемый Александром Лисовским. Известие об этом горожане получили во время майской ярмарки.

## Ход сражения
В конце мая к городу подошёл отряд «лисовчиков», желавших отомстить за недавнее поражение Плещеева и устранить гнездо сопротивления Лжедмитрию II, которое представляло угрозу для контроля над Костромой. Их отряд насчитывал около 2000 человек.
Ополченцы наспех изготовились и встретили противника на дальних подступах к городу. По одной версии, Фёдор Боборыкин погиб в первой схватке. Горожане отступили. Второе сражение произошло в районе современного завода имени М. И. Калинина, которое выиграли превосходящие силы противника. Последний бой состоялся на Торговой площади (ныне площадь Революции). В конечном итоге, несмотря на отчаянное сопротивление ополченцев, лисовчикам удалось окончательно подавить его. Из мести строптивому городу лисовчики подвергли его полному разорению. Деревянный Спасо-Преображенский собор был сожжён со всеми укрывшимися в нём жителями, включая женщин и детей.

## Дальнейший ход событий
После Кинешмы Лисовский разграбил расположенную поблизости Солдогу, разбив местных воевод. Однако приближение ополчения из Юрьевца заставило его около 10 дней обороняться в Кинешемском кремле. Поскольку, по данным дневника Яна Петра Сапеги, воевода Боборыкин сначала был взят в плен, а потом казнён, то казнь могла произойти как раз во время боёв Лисовского с юрьевецким ополчением.
Лисовскому удалось вырваться из окружения, но из-за потерь в боях под Кинешмой он не смог прийти на помощь тушинцам, осаждённым в Ипатьевском монастыре Костромы. Простояв две недели на правом берегу Волги под Костромой и получив некоторые подкрепления, Лисовский вновь спустился вниз по Волге, внезапным ударом овладел Юрьевцем и сжёг его. При попытке переправиться на левый берег Волги под Решмой тушинцы потерпели поражение от судовой рати Фёдора Шереметева, в связи с чем их попытки прорваться к осаждённым в Костроме были оставлены.
Второе народное ополчение под предводительством Минина и Пожарского, собранное в Нижнем Новгороде, двигалось на Москву вдоль волжских городов, в том числе через Кинешму. Эта слобода, разорённая и сожжённая дотла, внесла ощутимый вклад в ополчение живой силой, деньгами и провизией; кроме того, кинешемцы помогли ополчению добраться до Костромы по разлившимся в то время рекам.

## Память
Места погребения погибших в городе и битв обозначены часовнями на площади Революции (Крестовоздвиженская часовня), на улице Вичугской, рядом с бывшим машиностроительным заводом имени Калинина и в парке имени 35-летия Победы. Над могилой погибших в самом городе была сооружена деревянная часовня, которая в 1744 году была заменена существующей (Крестовоздвиженская часовня). В память о подвигах кинешемцев, возглавляемых воеводой Фёдором Боборыкиным, горожанами в 2012 году на центральной площади города открыт памятник.
В память об этих событиях в городе ежегодно проводятся памятные мероприятия.

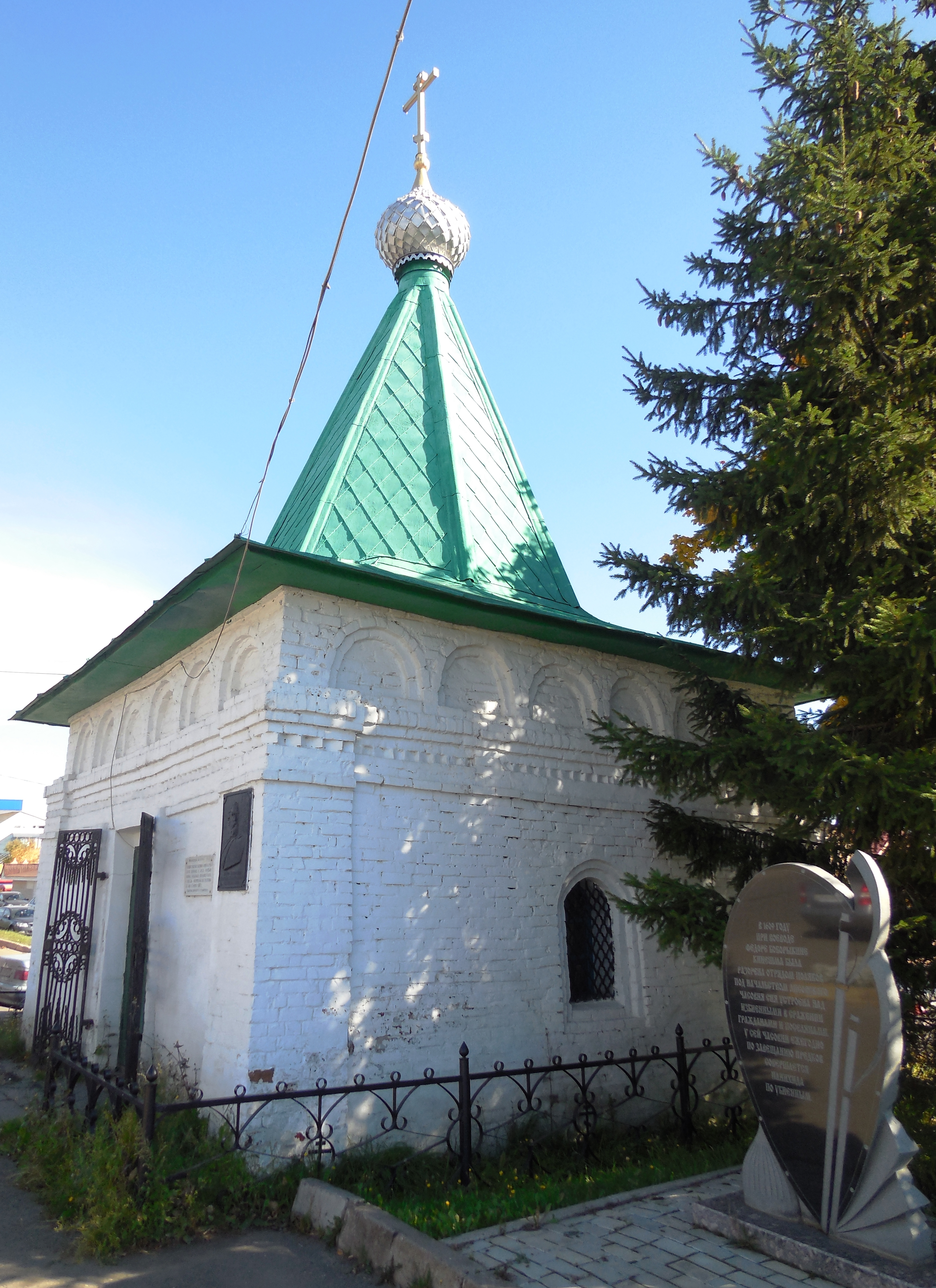
Крестовоздвиженская часовня в память о жителях Кинешмы, массово убитых польско-литовскими интервентами в 1609 году; нынешнее здание 1744 года
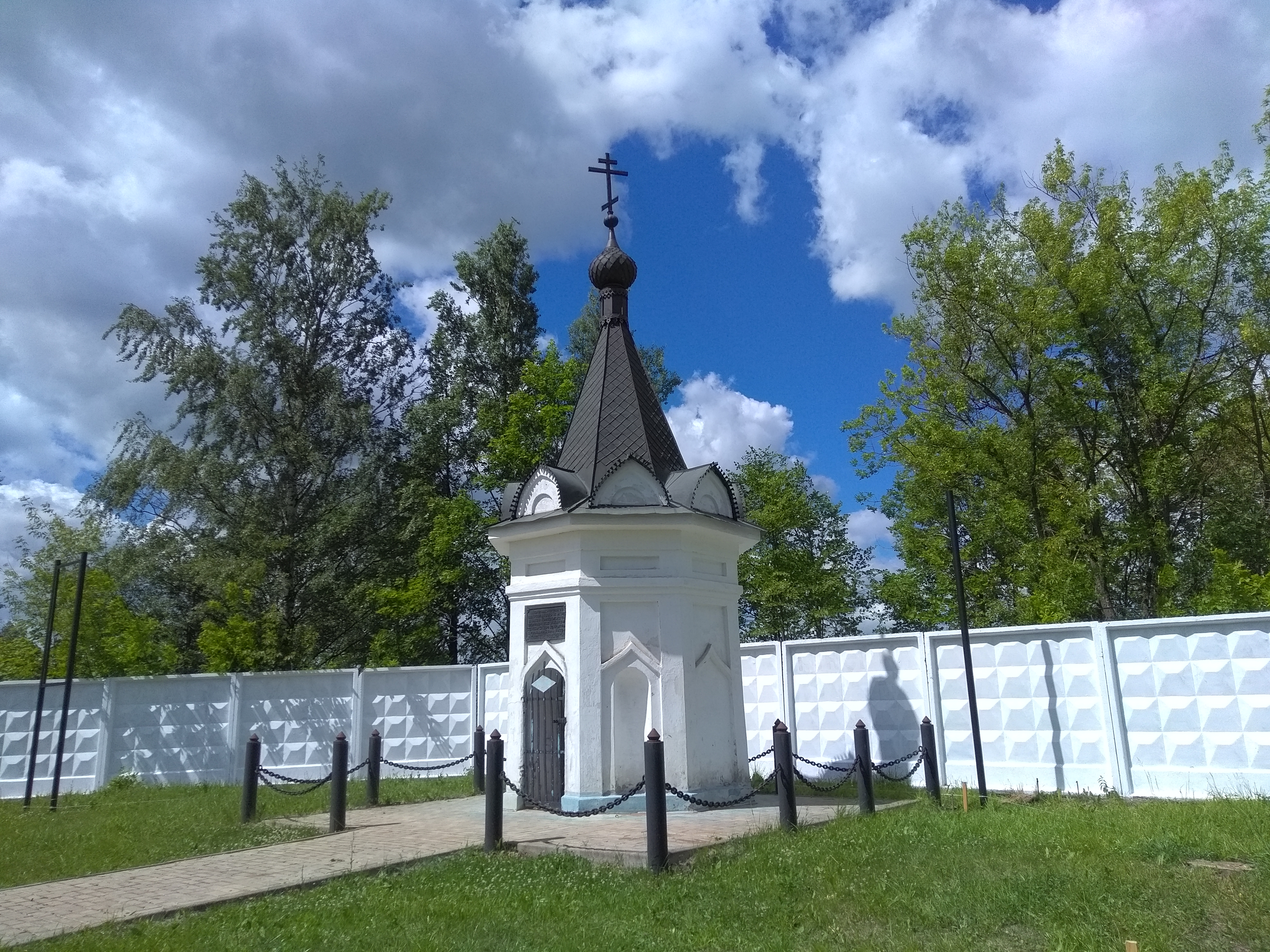
Памятник-часовня на месте первой битвы Кинешемского ополчения под началом Фёдора Боборыкина с поляками в 1609 году; построена в 1855 году